# Манчини, Франческо (футболист)
Франческо Манчини (итал. Francesco Mancini; 10 октября 1968, Матера, Италия — 30 марта 2012, Пескара, Италия) — итальянский футболист, бывший футбольный вратарь итальянских клубов «Фоджа», «Бари» и «Наполи».

## Карьера
Манчини родился и вырос в Матере, провинциальном городе из области Базиликата. В родном для себя городе начинает делать первые шаги в футбольной карьере. Сумев проявить свой талант в Серии С, Франческо получает приглашение в более серьёзную команду, в футбольный клуб «Фоджа». В составе «россонери» Манчини станет настоящим лидером команды и раскроет весь свой потенциал, сыграв за этот клуб более 230 матчей. В сезоне 1990/91 Франческо станет чемпионом Серии В в составе «Фоджи».
Следующим этапом в карьере Франческо Манчини станет футбольный клуб «Бари». В составе команды из Апулии, Манчини проведёт три сезона в Серии А.
В сезоне 2000/01 Франческо Манчини получает приглашение из футбольного клуба «Наполи». В данном трансфере был заинтересован лично знаменитый чешский специалист Зденек Земан. Руководство «Наполи» изначально было против перехода Манчини в состав «неаполитанцев», так как в ту эпоху итальянского футбола в стране блистали такие крупногабаритные вратари как Франческо Тольдо, а на фоне большинства итальянских вратарей начала 2000-х, Манчини со своим ростом в 178 см (по некоторым данным 176 см) очень сильно выделялся. Однако Зденек Земан умел работать с нестандартными игроками и настоял на подписании контракта с Франческо Манчини. Впоследствии Манчини станет основным вратарём команды и даже после подписания такого вратаря как Марко Сторари, Манчини сохранит за собой звание основного вратаря «Наполи».

## Достижения
«Фоджа»
- Победитель Серии В: 1990/91

«Лацио»
- Бронзовый призёр Серии А: 1995/96

## Смерть
30 марта 2012 года жена Франческо обнаружила мёртвым своего мужа в их доме в городе Пескара. Медицинская экспертиза установила, что 43-летний Манчини скончался после внезапного сердечного приступа.

## Память
19 апреля 2012 года в честь Франческо Манчини была названа северная трибуна стадиона имени Пино Дзаккерии в городе Фоджа. 10 марта 2013 года по случаю футбольного матча между командами «Матера» и «Фоджа», в его честь была названа одна из трибун стадиона имени Франко Салерно в Матере.